# Uprise
Uprise is het vierde studioalbum van de Nederlandse alternatieve-rockband Nemesea.

## Nummers
| 1.                 | Hear Me          | 03:02 |
| 2.                 | Twilight         | 03:31 |
| 3.                 | Forever          | 03:48 |
| 4.                 | Let It Burn      | 03:46 |
| 5.                 | Time To Make It  | 03:16 |
| 6.                 | Can't Believe It | 04:10 |
| 7.                 | Light Up The Sky | 03:45 |
| 8.                 | Get Out          | 03:12 |
| 9.                 | Bones            | 03:58 |
| 10.                | Hold On          | 03:27 |
| Totale duur: 35:52 |                  |       |

| 11.                | The Way I Feel (Acoustic Version) | featuring Cubworld | 03:46 |
| 12.                | Broken (Orchestral Version)       |                    | 03:40 |
| 13.                | If You Could (Acoustic Version)   |                    | 03:55 |
| 14.                | No More (Alternate Version)       |                    | 03:24 |
| Totale duur: 50:35 |                                   |                    |       |

## Personeel
Nemesea
- Manda Ophuis – zangeres
- Sonny Onderwater – bassist en toetsenist
- Hendrik Jan de Jong – gitarist, toetsenist en zanger

Gast-/sessiemuzikanten
- Cubworld - zang op "The Way I Feel"
- Jasper Blokzijl - piano op "The Way I Feel"
- Jasper Dijkstra - achtergrondzang ("Let It Burn" en "Light Up The Sky")
- Jan Henk de Groot - achtergrondzang ("Let It Burn" en "Light Up The Sky")
- Steven Bouma - drums en percussie
- Ruben Wijga - piano ("Let It Burn" en "Light Up The Sky")
- Joost van den Broek - piano ("If You Could")

Crew
- Stefan Heilemann – artwork, fotografie
- Dor Friedman - orkestraties ("Broken")
- Freek van der Heide - songwriting ("Let It Burn")
- Jeroen Sjoers - songwriting ("Let It Burn")
- Niels Lingbeek - songwriting ("Get Out")
- Dor Friedman – opname ("If You Could")
- Bas Veeren - programmering ("No More")
- Guido Aalbers - programmering ("No More")
- Ruben Wijga – programmering
- Darius van Helfteren – mastering
- Guido Aalbers – productie, opname, engineering en mixing
- Key Studios – pre-productie
- Mastersound Studios – pre-productie